# Guerreras verdes
Guerreras verdes es una película española de género dramático estrenada el 25 de octubre de 1976, dirigida por Ramón Torrado y protagonizada en los papeles principales por Sancho Gracia y Carmen Sevilla.

## Sinopsis
Serranía de Córdoba, años 30. Dolores, una rica hacendada enamorada del Sargento Sáez, jefe del puesto de la Guardia Civil del pueblo, es secuestrada. En su ausencia, su hermana gemela Rosa llega a su cortijo acompañada de un falso primo, suplantando su identidad. Gracias a la treta, el administrador del cortijo y el hijo del alcalde se dedican a falsificar dinero, manteniendo encerrada a Rosa. Pero la Guardia Civil está al acecho.

## Reparto
| - Carmen Sevilla como Dolores / Rosa. - Sancho Gracia como Sargento Sáez. - Roberto Camardiel como Cabo Mariano. - Rafael Hernández como Vicente. - Daniel Martín como Primo. - Agustín González como Administrador. - Manuel Gil como Teniente. - Francisco Marsó como Juan Antonio. - Luis Induni como Alcalde. - Simón Cabido como Don Ángel. - Tony Skios como Gonzalo. - Ricardo Espinosa como Saltamontes. - Ángel Álvarez como Sacerdote. - Alfonso Estela como Capataz. | - Miguel Pedregosa como Guardia Civil. - Francisco Nieto como Gañan. - Román Ariznavarreta como Gañan. - Manuel Torremocha como Coronel. - Joaquín Pamplona como Gobernador. - Luis Marín como Barahona. - Verónica Llimerá como Nena. - Rafael Albaicín como Juan. - Eusebia Morales como Criada. - Miguel Armario como Hilario. - Rafaela Aparicio como Rosario. - Florinda Chico como Manuela. - Lorenzo Robledo como Guardia Civil. - Cristino Almodóvar como Guardia Civil. |